# 野野村笙吾
野野村笙吾（1993年8月16日—），日本競技體操運動員，擅長的體操項目是雙槓。

## 生涯經歷
野野村笙吾出生於日本千葉縣，6歲加入當地的富士運動俱樂部，開始練習體操。就讀市立船橋高校二年級時，便拿下亞洲青少年體操錦標賽以及全日本青少年競技體操錦標賽男子個人全能第一名，高三時成為國家隊成員。
野野村笙吾的弟弟野野村晃司也是一名競技體操運動員，2009年兄弟兩人首次同時在國際賽事上競技。

## 得獎紀錄

### 2012年
- 第66屆全日本競技體操錦標賽（日语：全日本体操競技選手権大会）男子個人全能第三名
- 第66屆全日本體操單項全國錦標賽雙槓項目第四名
- 第66屆全日本體操單項全國錦標賽單槓項目第四名
- 第66屆全日本體操單項全國錦標賽吊環項目第六名

### 2013年
- 第27屆世界大學運動會競技體操男子團體銅牌
- 第67屆全日本競技體操錦標賽男子個人全能第四名
- 第52屆NHK盃體操錦標賽（日语：NHK杯体操選手権）男子個人全能第三名

### 2014年
- 第45屆世界體操錦標賽競技體操男子團體銀牌
- 第68屆全日本競技體操錦標賽男子個人全能第二名
- 第53屆NHK盃體操錦標賽男子個人全能第二名

### 2015年
- 第28屆世界大學運動會競技體操男子團體金牌
- 第28屆世界大學運動會競技體操男子個人全能銀牌
- 第28屆世界大學運動會競技體操男子單槓銀牌
- 第28屆世界大學運動會競技體操男子地板銅牌
- 第69屆全日本競技體操錦標賽男子個人全能第五名
- 第54屆NHK盃體操錦標賽男子個人全能第五名
- 第69屆全日本體操單項全國錦標賽吊環項目第四名

### 2016年
- 第70屆全日本體操單項全國錦標賽吊環項目第二名
- 第70屆全日本體操單項全國錦標賽雙槓項目第三名

### 2017年
- 第29屆世界大學運動會競技體操男子團體金牌
- 第29屆世界大學運動會競技體操男子個人全能銀牌
- 第29屆世界大學運動會競技體操男子雙槓金牌
- 第56屆NHK盃體操錦標賽男子個人全能第四名
- 第70屆全日本體操單項全國錦標賽吊環項目第四名

## 外部連結
- 野野村笙吾在國際體操總會的頁面（英文）
- 野野村笙吾在體操NIPPON的頁面（日語）